# Довгий шлях до свободи (книжка)
Довгий шлях до свободи (англ. Long Walk to Freedom by Nelson Mandela) — книжка-автобіографія політика та правозахисника, політичного та духовного наставника нашого часу, лауреата Нобелівської премії миру, Президента ПАР (1994—1999) Нельсона Мандели. Вперше опублікована в 1994 році. В 2014 році перекладена українською.

## Огляд книги
Нельсон Мандела — міжнародний герой, наставник, який присвятив все своє життя боротьбі проти расизму в Південній Африці, за що отримав Нобелівську премію миру.
В книзі викладено дитинство Нельсона Мандели, період навчання та роки ув‘язнення, що сформували його долю та життєвий шлях. Названий терористом, Мандела був ув'язнений та засланий на Роббенайленд. З моменту свого тріумфального звільнення у 1990 році після перебування у в'язниці більш ніж чверть століття Нельсон став центральною особою найдраматичніших політичних подій світу. Тільки з часом він як лідер та президент досяг міжнародного визнання за розбудову колись сегрегованого суспільства ПАР. В останніх розділах книги описано політичне сходження Мандели та його переконання в тому, що боротьба з апартеїдом в Південній Африці все ще триває.
Будучи президентом Африканського національного конгресу та очільником руху проти апартеїду, він повів націю до мультирасового уряду та правління більшості.
Нельсон Мандела став не просто історичною особистістю, а втіленням боротьби за права людей та расову рівність.
Мандела присвятив цю книгу своїм дітям, внукам, всім друзям та однодумцям.
В 2013 році книгу було екранізовано.

## Оцінки
«Важлива книжка для тих, хто хоче зрозуміти та пізнати історію, а потім підвестись — і змінити її», — Барак Обама.[джерело?]

## Переклад українською
- Нельсон Мандела. Довгий шлях до свободи / пер. Василь Старко. К.: «Наш формат», 2014. — 528 с. — ISBN 978-966-97425-6-8